# Kees Bakels
Kees Bakels (Amsterdam, 14 janvier 1945) est un chef d'orchestre néerlandais.

## Carrière
Bakels commence sa carrière musicale en tant que violoniste et étudie plus tard la direction d'orchestre au Conservatoire d'Amsterdam et à l'Accademia Musicale Chigiana de Sienne en Italie. Il a joué avec de nombreux orchestres, en tant que chef d'orchestre invité, en plus de tenir un poste avec l'Orchestre de Chambre des Pays-Bas et l'Orchestre symphonique de la radio des Pays-Bas. Il est chef invité principal de l'Orchestre symphonique de Bournemouth pendant dix ans et a enregistré les symphonies de Ralph Vaughan Williams pour le label Naxos. 
Bakels est le premier directeur musical de l'Orchestre philharmonique de Malaisie (MPO) de 1997 à 2005 et maintenant le titre de chef d'orchestre lauréat de l'orchestre. Bakels d'abord eu l'intention de démissionner avant 2005, après la nomination de James Judd en tant que prochain directeur musical en septembre 2003. Toutefois, en avril 2004, le MPO a résilié le contrat avec Judd sans explication publique et Judd n'a jamais pris le poste. Bakels a continué à tenir la direction de la musique du MPO jusqu'à la prise officielle de fonction de Matthias Bamert en 2005. Avec l'orchestre, Bakels a enregistré plusieurs disques pour le label BIS, notamment des œuvres pour orchestre de Nikolaï Rimski-Korsakov et d'Edouard Lalo.

## Discographie
Édouard Lalo, Concerto pour violoncelle ; Namouna ; Symphonie en sol mineur, Malaysian Philarmonic Orchestra - dir. Kees Bakels. CD Bis Records 2005

Édouard Lalo, Concerto pour violon et Orchestre Op.20, Fantaisie Norvégienne, Symphonie Espagnole Op.21, Jean-Jacques Kantorow, violon, Granada city Orchestra, dir. Kees bakels.CD BIS 2009